# Regeringsformatie België 1920
Na het ontslag van de regering-Delacroix II op 3 november 1920 ging de formatie van een nieuwe Belgische regering van start. De formatie duurde 17 dagen en leidde tot de vorming van de regering-Carton de Wiart.

## Verloop van de formatie

### Aanloop naar het ontslag van de regering-Delacroix II

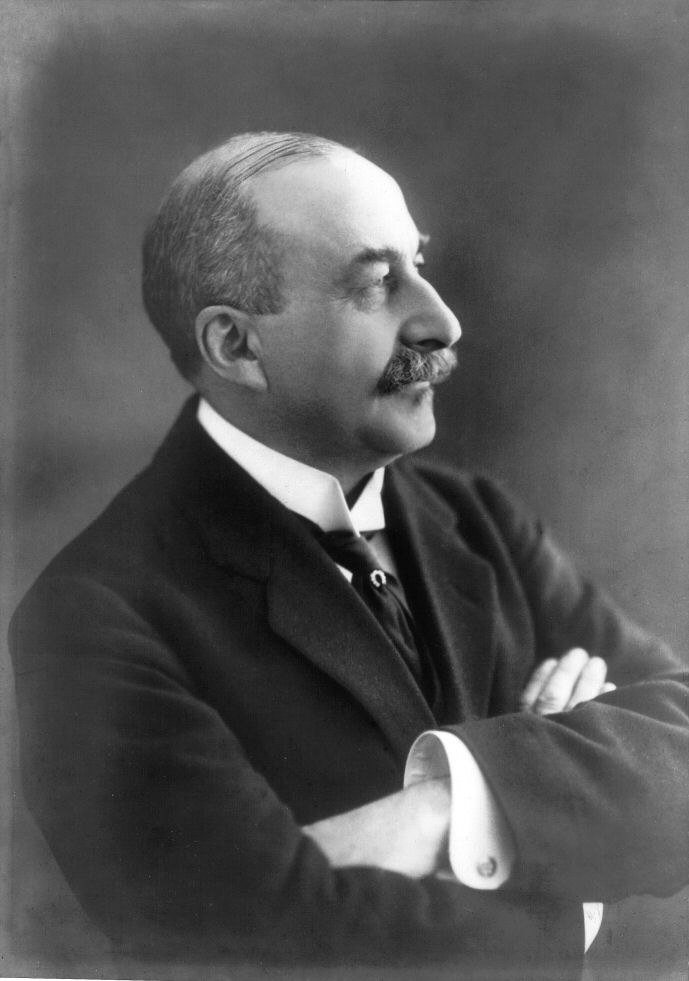
Léon Delacroix.

Na de verkiezingen van 16 november 1919 werd de regering-Delacroix II gevormd, een regering van nationale eenheid bestaande uit de Katholieke Partij, de socialistische Belgische Werkliedenpartij en de Liberale Partij. In het kabinet bestonden er heel wat onderlinge spanningen tussen de regeringspartijen, hoofdzakelijk over de duurtijd van de dienstplicht, de versoepeling van het stakingsrecht, de eisen van de Vlaamsgezinden binnen de Katholieke Partij om de positie van het Nederlands in België te verbeteren en het militair akkoord tussen België en Frankrijk. Bovendien was premier Léon Delacroix (katholiek) niet populair binnen zijn eigen partij, zo vonden de conservatieve katholieken Delacroix te toegeeflijk jegens de socialisten. De spanningen leidden uiteindelijk tot de val van de regering.
De directe aanleiding van de regeringsval was de door de liberalen gewenste levering van munitie aan Polen, dat op dat ogenblik werd bedreigd door het Rode Leger. De katholieken en socialisten wilden daar niet van weten en de kwestie leidde uiteindelijk tot een breuk tussen de drie regeringspartijen, die op 25 augustus 1920 overeenkwamen om het ontslag van de regering in te dienen. Aangezien koning Albert I op staatsbezoek naar Brazilië was, besloten de ministers hiermee te wachten tot de koning terug in België was. Toen het zover was, diende premier Léon Delacroix op 3 november 1920 het ontslag van de regering in.

### Consultaties van de koning
Op 4 november begon de koning aan zijn raadplegingen om een oplossing te vinden voor de politieke crisis. Die dag ontbood hij Senaatsvoorzitter Paul de Favereau, Kamervoorzitter Emile Brunet, minister van Staat Charles Woeste (katholiek). Op 5 november werden minister van Landsverdediging Paul-Emile Janson (liberaal), gewezen minister van Buitenlandse Zaken Paul Hymans (liberaal) en Aloys Van de Vyvere, voorzitter van de katholieke fractie in de Kamer, op het Paleis ontvangen en op 6 november werden de socialistische leider Emile Vandervelde en Paul Segers, voorzitter van de Federatie van Katholieke Kringen en Conservatieve Verenigingen, geraadpleegd.

### Verkenner Henri Carton de Wiart (8 november - 20 november 1920)

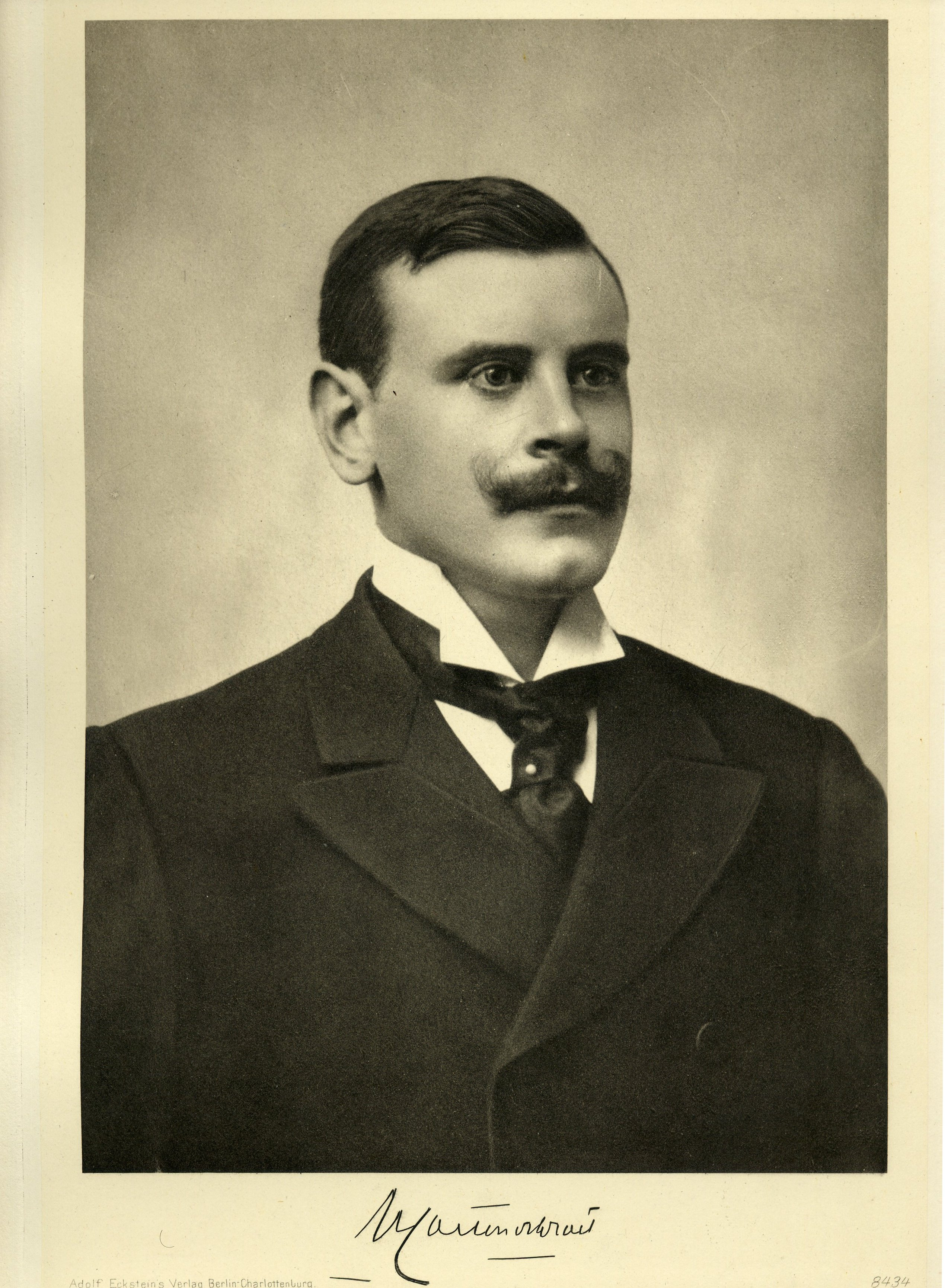
Henri Carton de Wiart.

Op 8 november verzocht koning Albert I aan Paul Segers, de voorzitter van de Federatie van Katholieke Kringen, om een nieuwe regering op de been te brengen. Segers vond zichzelf echter niet de geschikte man om de regering te leiden en wees het aanbod dan ook af. Vervolgens bood hij een formateursopdracht aan aan Henri Carton de Wiart (katholiek),  voormalig minister van Justitie. Carton de Wiart hield zijn antwoord in beraad en besloot eerst de verschillende politieke groepen te raadplegen alvorens hij de opdracht al dan niet zou aanvaarden. De volgende dag kreeg Carton de Wiart van de katholieke parlementaire fracties de toestemming om een regering samen te stellen. Carton de Wiart lag echter moeilijk bij de Katholieke Vlaamsche Kamergroep, de fractie van Vlaamsgezinde katholieken onder leiding van Frans Van Cauwelaert, omdat hij een anti-Vlaamsgezinde reputatie had. Daarom wilden de Vlaamsgezinde katholieken zijn premierschap alleen aanvaarden als het minimumprogramma van de Vlaamse Beweging werd uitgevoerd: een volledige vernederlandsing van het onderwijs, het bestuur, het leger en het gerecht in Vlaanderen. Carton de Wiart wilde op dat vlak niet verder gaan dan de wet tot invoering van het gebruik van het Nederlands in de Vlaamse gemeente- en provinciebesturen, zoals die op 6 augustus 1920 in de Kamer was goedgekeurd, door de Senaat te laten bekrachtigen en de Rijksuniversiteit Gent gedeeltelijk te vernederlandsen, waarbij er nog steeds een Franstalige afdeling zou blijven bestaan. Ook de kwestie rond de militaire dienstplicht was een groot struikelblok in de verkenningsgesprekken: de socialisten eisten dat die zes maanden zou bedragen,  de liberalen wilden een dienstplicht van twaalf maanden.
Op 12 november slaagde Carton de Wiart erin om de liberalen en socialisten te laten instemmen met een militaire dienstplicht die 10 maanden zou duren. Alvorens in te stemmen met dit compromis, wilden de socialisten het aftoetsen op een partijcongres, dat op 17 november bijeenkwam. Op dat congres werd het compromisvoorstel goedgekeurd, waardoor een belangrijke hindernis voor de regeringsvorming uit de weg werd geruimd. Dezelfde dag nog verklaarde de Katholieke Vlaamsche Kamergroep zich bereid om mee te werken aan een regering-Carton de Wiart en in te stemmen met zijn compromisvoorstel rond de Vlaamse eisen, op voorwaarde dat de Kamergroep twee vertegenwoordigers in de regering zouden krijgen en Albéric Ruzette (katholiek) minister van Landbouw zou blijven. Op 19 november stemden ook de liberalen in met deelname aan de nieuwe regering.
Dezelfde dag bereikte Carton de Wiart een akkoord over de samenstelling van zijn regering. Het kabinet telde twaalf ministers, net als de regering-Delacroix II. De katholieken kregen vijf ministers: Henri Carton de Wiart werd premier en minister van Binnenlandse Zaken, Albéric Ruzette bleef minister van Landbouw, uittredend minister van Binnenlandse Zaken Henri Jaspar stapte over naar Buitenlandse Zaken, de Vlaamsgezinde Aloys Van de Vyvere werd minister van Economische Zaken en de extraparlementaire Georges Theunis, de Belgische delegatieleider bij de Commissie voor Herstelbetalingen, werd minister van Financiën. De socialisten behielden hun vier ministers: Emile Vandervelde (Justitie), Joseph Wauters (Nijverheid, Arbeid en Bevoorrading), Edward Anseele (Openbare Werken) en Jules Destrée (Kunsten en Wetenschappen). De liberalen mochten net als in de regering-Delacroix II drie ministers benoemen: Louis Franck bleef op post op Koloniën, Albert Devèze werd minister van Landsverdediging en Xavier Neujean werd minister van Spoorwegen en PTT. De dag nadien legden de nieuwe ministers in de regering de eed af in handen van de koning.
Op 23 november 1920 werd in Kamer en Senaat de regeringsverklaring voorgelezen door respectievelijk Henri Carton de Wiart en Albéric Ruzette. De verklaring bevatte volgende zaken:
- voortzetting van het nationale herstel en de wederopbouw na de Eerste Wereldoorlog.
- afwerken van de grondwetsherziening die door de regering-Delacroix II was ingezet, zoals de officiële invoering van het algemeen enkelvoudig stemrecht en de democratisering van de Senaat.
- op buitenlands vlak hield de regering vast aan het beleid van streven naar vrede en internationale samenwerking met Frankrijk en het Verenigd Koninkrijk.
- de dienstplicht terugbrengen tot tien maanden.
- op financieel vlak ging de regering een beleid van besparingen en nieuwe belastingen doorvoeren.
- streven naar economische akkoorden om de export en de waarde van de Belgische frank te bevorderen.
- doorvoering van wetten om de bestaande sociale wetgeving uit te breiden en te verbeteren en om het stakingsrecht te versoepelen.
- handhaven van de schoolvrede tussen het katholiek onderwijs en het rijksonderwijs.
- de wet op het taalgebruik in gemeente- en provinciebesturen laten goedkeuren door de Senaat.
- een wetsontwerp indienen ter oprichting van een Nederlandstalige afdeling van de Rijksuniversiteit Gent.

Op 9 december schonk de Kamer haar vertrouwen aan de regering, in de Senaat werd geen vertrouwensstemming gehouden.
1919 · 1920 · 1921 · 1923 · 1924 · 1925 · 1926 · 1927 · 1929 · 1931 · mei 1932 · okt. 1932 · dec. 1932 · jun. 1934 · nov. 1934 · 1935 · 1936 · 1937 · 1938 ·  feb. 1939 · apr. 1939 · 1940 · 1944 · 1945 · feb-mrt 1946 · jul-aug 1946 · 1947 · 1948 · 1949 · jun 1950 · aug 1950 · 1952 · 1954 · jun. 1958 · nov. 1958 · 1961 · 1965 · 1966 · 1968 · 1971/72  · 1972/73 · 1974 · 1977 · 1978 · 1978/79 · apr.-mei 1980 · okt. 1980 · apr. 1981 · nov.-dec. 1981 · 1985 · oktober 1987 · 1987/88 · 1991/92 · 1995 · 1999 · 2003 · 2007 · 2008 · 2010/11 · 2014 · 2019/20 · 2024/25